# Brod (reljef)
Brod ili brod (brod-skela), lađa, (gaz, plićak),  od staroslavenskog bredo, bresti "gazim preko vode")  označava mjesto male dubine rijeke potoka ili jezera, odnosno gdje je rijeka ili potok dovoljno uzak da ju je lakše prijeći.
Mjesta koja su u povijesti bila pogodna za svladavanje pješice, konjima, drugim životinjama ili vozilama često nose u svom imenu riječ brod.
Najveća je dubina vode (ovisno o brzini protoka i ostalih parametara vodotoka) iznosi oko jedan metar. Brodovi ili plićaci uglavnom su nastali prirodno.

## Brod u imenima mjesta
Riječ brod se nalazi u velikim broju gradova. U Hrvatskoj su, na primjer, Slavonski Brod i Brod na Kupi, ili kao mjesto prijelaza Čikotina lađa u Zamosorju.
U Velikoj Britaniji primjerice Oxford (doslovno Volski Brod) ili u Njemačkoj Frankfurt (Brod Franaka), Schweinfurt (Svinjski brod).